# W. Kerr Scott

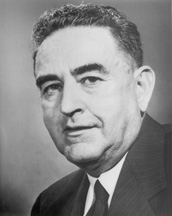
W. Kerr Scott

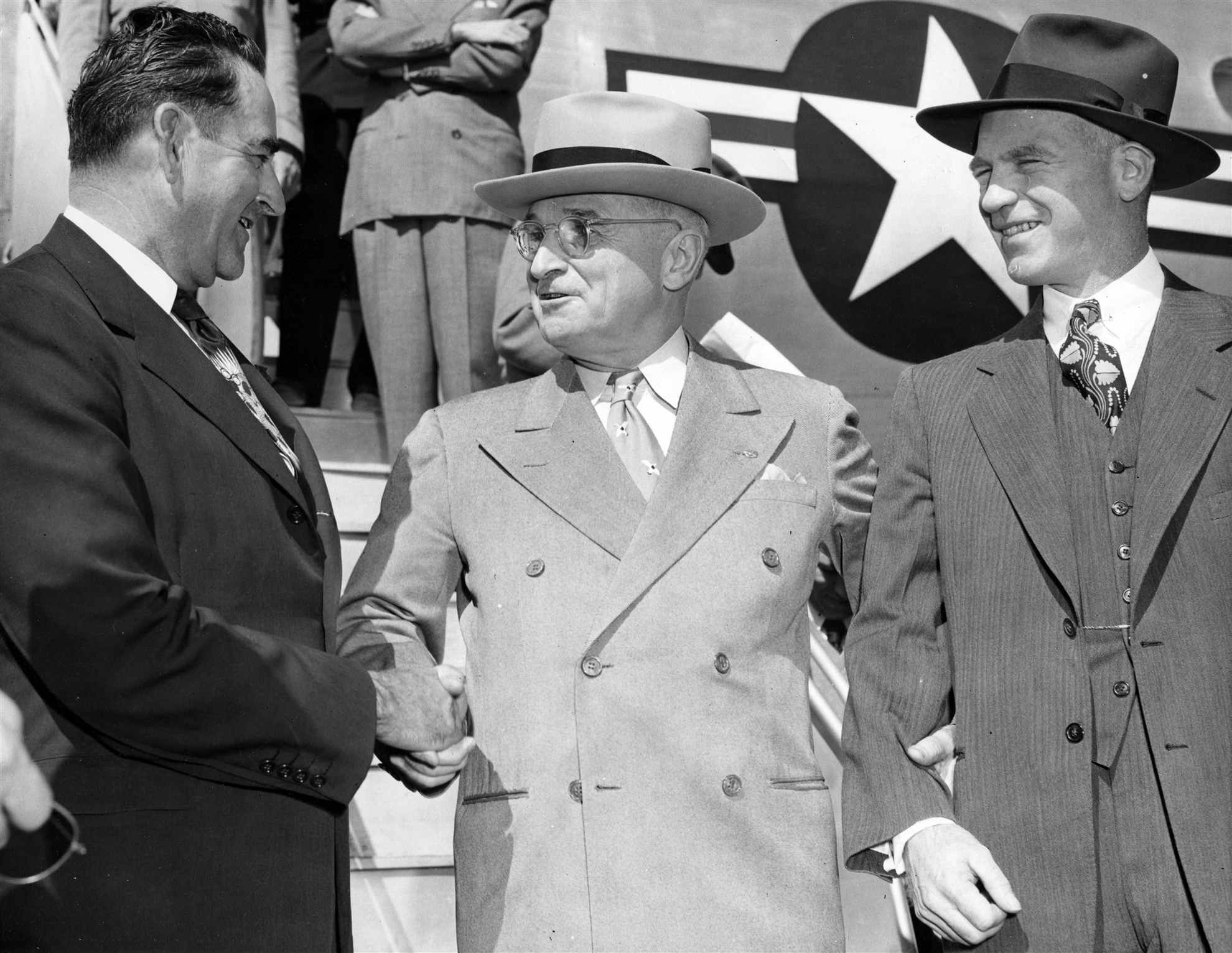
Scott (links) im Jahre 1951, mit Harry S. Truman und Gordon Gray.

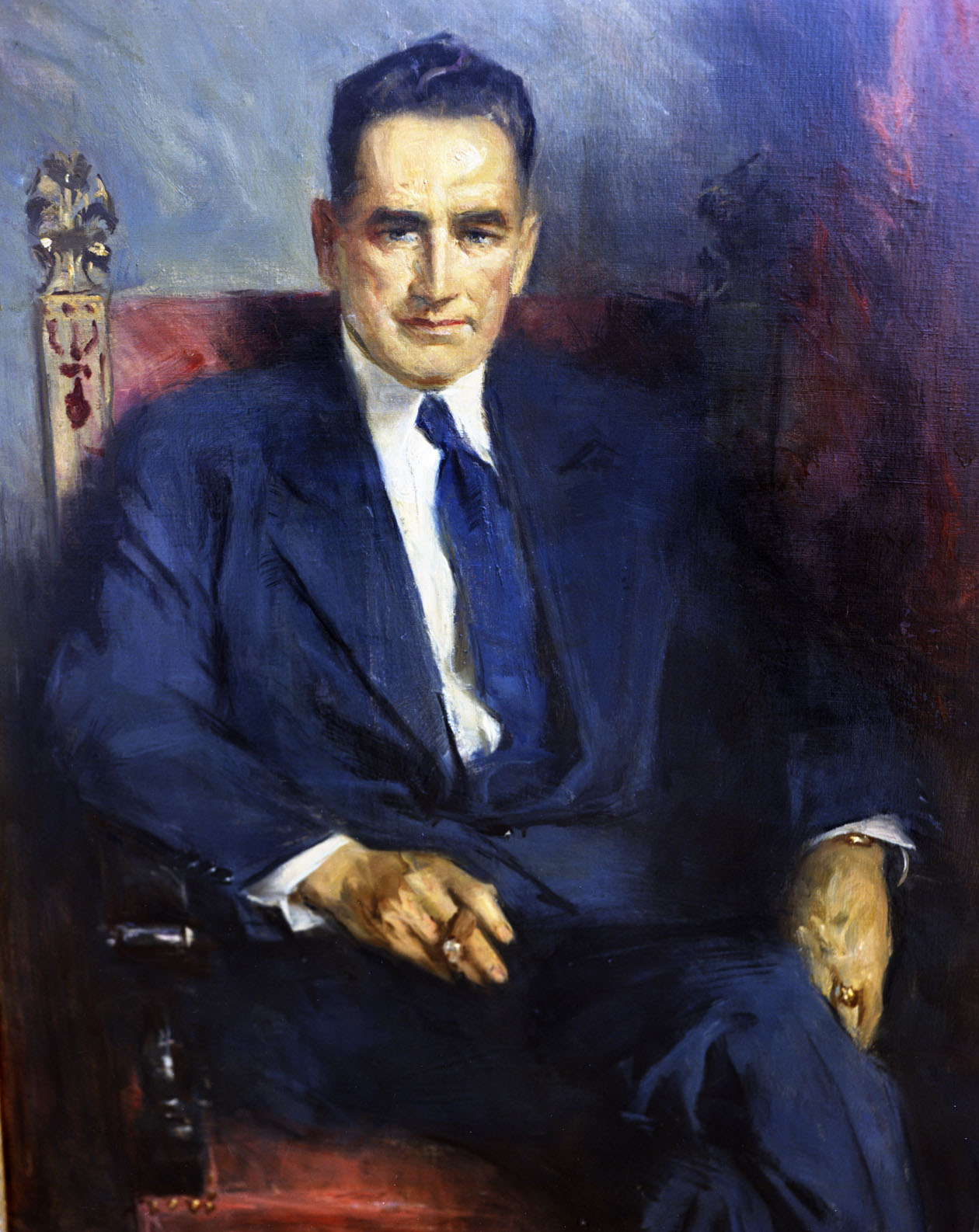
Porträt als Gouverneur

William Kerr Scott (* 17. April 1896 in Haw River, Alamance County, North Carolina; † 16. April 1958 in Burlington, North Carolina) war ein US-amerikanischer Politiker (Demokratische Partei) und von 1949 bis 1953 Gouverneur von North Carolina. Von 1954 bis 1958 vertrat er diesen Bundesstaat im US-Senat.

## Frühe Jahre
Kerr Scott besuchte die Hawfield High School und das North Carolina State College, an dem er im Jahr 1917 seinen Abschluss machte. Nach dem Eintritt der Vereinigten Staaten in den Ersten Weltkrieg wurde er Soldat bei einer Feldartillerie-Einheit. Nach dem Krieg versorgte er als Händler die Farmen im Alamance County mit landwirtschaftlichen Bedarfsartikeln. Zwischen 1930 und 1933 war er Leiter einer staatseigenen Farm (North Carolina State Grange). Von 1934 bis 1936 war er Leiter eines Umschuldungsprogramms für Farmer, das zur Überwindung der Wirtschaftskrise aufgelegt worden war. Zwischen 1937 und 1948 amtierte er als Landwirtschaftsminister (Commissioner of Agriculture) von North Carolina.

## Gouverneur von North Carolina
Im Jahr 1948 wurde er von seiner Partei als Kandidat für die anstehende Gouverneurswahl nominiert, die er mit 73,2 Prozent der Stimmen gegen den Republikaner George M. Pritchard für sich entschied. Nach der gewonnenen Wahl trat er sein neues Amt als 62. Gouverneur von North Carolina am 6. Januar 1949 an. In den folgenden vier Jahren bis zum 8. Januar 1953 ließ er das Straßennetz des Staates weiter ausbauen. In Wilmington und Morehead City wurden die Seehäfen ausgebaut und durch eine größere Wassertiefe für Schiffe mit großem Tiefgang erreichbarer gemacht. Staatsweit wurde ein Programm zur Verbesserung der Gesundheit vor allem im Jugend- und Schulbereich aufgelegt. Scott ist der Begründer des "Go Forward"-Programms, das vom Staatsparlament 1949 gebilligt wurde.

## US-Senator
Nach Ablauf seiner Amtszeit wurde er in den US-Senat gewählt. Dort amtierte er ab dem 2. November 1954 bis zu seinem Tod am 16. April 1958. In seiner Amtszeit im Kongress war er einer von 19 US-Senatoren, die das Southern Manifesto 1956 unterzeichneten. Es handelte sich hierbei um ein Protestschreiben, das sich gegen die „Aufhebung der Rassentrennung“ (Desegregation) richtete. Unumstritten ist sein Einsatz für die Landwirtschaft. Als Bewohner des Alamance County und gebildeter Farmer war Scott lebenslang ein Fürsprecher für landwirtschaftliche Themen, sodass er in seinem Heimatstaat als „the Squire of Haw River“ (der Junker von Haw River) bekannt wurde. Kerr Scott war mit Mary Elizabeth White verheiratet. Das Paar hatte drei Kinder, unter ihnen war auch der spätere Gouverneur Robert W. Scott.

## Würdigung
Der Stausee W. Kerr Scott Dam and Reservoir im Wilkes County trägt zu Ehren des früheren Gouverneurs und Senators seinen Namen, da er bei dem Genehmigungsverfahren der Anlage entscheidend mitgewirkt hatte.